# Das Tagebuch der Anne Frank (1959)
Das Tagebuch der Anne Frank (Originaltitel The Diary of Anne Frank) ist eine US-amerikanische Literaturverfilmung von George Stevens aus dem Jahr 1959. Der Film geht dem Schicksal von Anne Frank, hier verkörpert von Millie Perkins, und ihrer Familie nach. In tragenden Rollen sind Joseph Schildkraut, Shelley Winters, Richard Beymer und Gusti Huber zu sehen.
Nach dem gleichnamigen Bühnenstück von Albert Hackett und Frances Goodrich, das auf dem Tagebuch der Anne Frank basiert, entstand ein bewegendes Drama, das bis heute zu den Klassikern des Films gehört, und mit drei Oscars prämiert wurde. Das von Goodrich und Hackett für die Bühne geschriebene Stück war mit dem Pulitzer-Preis ausgezeichnet worden.

## Handlung
Der Zweite Weltkrieg ist vorbei. Otto Frank sucht das Haus in Amsterdam auf, in dem er sich zwei Jahre lang auf engstem Raum mit seiner Familie versteckt hielt. Die Erinnerungen, die schwer auf ihm lasten, holen ihn ein, ganz besonders, als er Annes Tagebuch in den Händen hält. Als er darin liest, fühlt er sich zurückversetzt in die damalige Zeit, beginnend mit dem Tag, als er sich mit seiner Familie, den Töchtern Anne und Margot und seiner Frau Edith, und der befreundeten Familie Van Daan (in der Realität Van Pels) sowie dem Zahnarzt Dussell (in der Realität Pfeffer) im Haus des Geschäftsmanns Kraler auf dem Dachboden einer Gewürzfabrik versteckt hielt. Seine seinerzeit 13-jährige Tochter Anne erlebte hier ihre erste Liebe zu Peter, dem Sohn der Van Daans und sie hielt in ihrem Tagebuch alles fest, was sie beschäftigte, getragen von der Hoffnung, dass alles gut werde, „weil die Menschen in ihren Herzen doch gut“ seien. Die Zeit war angefüllt mit drangvoller Enge, panischer Angst und auch mit Spannungen und Konflikten, die sich zwangsläufig zwischen Menschen ergeben, die keine Möglichkeit haben, dem anderen auszuweichen. Und über allem hing die Todesangst einer Entdeckung durch die Gestapo.
Zwei Jahre lang harrten sie zu acht in der bedrückenden Enge ihres Verstecks aus, bis am 4. August 1944 kurz nach der Landung der Alliierten in der Normandie das Versteck entdeckt wurde und sie alle doch noch in die Vernichtungslager deportiert wurden. Miep Gies war zu diesem Zeitpunkt unterwegs, um Nahrung etc. für ihre Schützlinge zu organisieren und Kraler befand sich aufgrund einer Operation im Krankenhaus. Als die Gestapo das Bücherregal, hinter dem sich das Achterhuis verbarg, durchbrach versuchte Otto Frank zu trösten, indem er meinte: „In den letzten zwei Jahren haben wir in Angst gelebt; jetzt können wir in Hoffnung leben,“ während Anne in einem Voiceover den letzten Eintrag in ihrem Tagebuch vorliest: „Und so scheint es, dass unsere Zeit hier vorbei ist. Sie haben uns einen Moment gegeben, um unsere Sachen zu holen. Wir können uns alle eine Tasche nehmen und Kleidung hineinpacken … nichts anderes. Also, Liebes Tagebuch, es scheint, als müsste ich dich zurücklassen. Auf Wiedersehen. PS: Bitte, bitte, … Wenn du dieses Tagebuch finden solltest, bewahre es für mich auf. Ich hoffe, dass …“
Otto Frank erzählt Miep Gies und Harry Kraler, dass alle tot seien: seine Frau, die Van Daans, Dussell und Margot und er erst gestern erfahren habe, dass auch Anne nicht überlebt hat. Er schlägt das Tagebuch seiner Tochter auf und zitiert ihren Satz, dass sie daran glaube, dass die Menschen in ihrem Herzen doch gut seien, und meint: „Sie beschämt mich.“

## Produktion

### Filmrechte
Laut einer Nachricht in der Daily Variety wollten Garson Kanin, der die Broadway-Produktion des Stückes leitete, sowie Milton Sperling von Warner Bros., ebenfalls die Filmrechte erwerben, wurden aber von Buddy Adler von 20th Century Fox überboten. Adler soll sodann laut der Fachzeitschrift der Filmindustrie The Hollywood Reporter mit William Wyler über eine Verfilmung verhandelt haben. Im Februar 1957 kam dann allerdings ein Vertrag mit George Stevens zustande.

### Produktionsnotizen, Dreharbeiten
Produziert wurde der Film im Zeitraum 5. März bis 11. August 1958 von George Stevens Productions im Verleih von 20th Century Fox. Weitere Szenen wurden am 24. November 1958 gedreht. Die Filmaufnahmen entstanden in Amsterdam in der Provinz Nordholland in den Niederlanden sowie in den 20th Century Fox Studios in Los Angeles. Stevens wollte den Film eigentlich nicht in Cinemascope drehen, weil er befürchtete, die Breitbildaufzeichnung würde das Gefühl von Platzangst untergraben, das für den Film erzeugt werden musste. Da Spyros Skouras, der Chef des Studios, auf dieses Verfahren bestand, beschlossen Stevens und der Kameramann William Mellor, den Raum auf die Mitte des Bildes zu beschränken. Dafür entwickelte Mellor ein Beleuchtungssystem, das Leuchtstoffröhren, Filter und Gaze verwendete, um ein natürlicheres raumähnliches Licht zu erzeugen, anstatt hochintensive Studiobeleuchtung zu verwenden. Zudem ließ Stevens vertikale Balken installieren, die angeblich die Dachhalterungen darstellen sollten. So bot sich das visuelle Bild eines engeren Raums, der den Proportionen, die für den Film zu beachten waren, angemessener war.
Dem Film stand ein geschätztes Budget von 3 Mio. Dollar zur Verfügung.
Auch wenn das Bühnenbild, das in den Fox-Studios entstand, dem Hinterhaus von 1941 bis 1944 als wenig ähnlich gilt, da es wie nur ein Raum und nicht wie mehrere Zimmer dargestellt wurde, entstand auf dem Studiogelände eine exakte Nachbildung der Gewürzfabrik, wobei drei der vier Räume übereinander gebaut waren. Die Außenaufnahmen entstanden jedoch an Originalschauplätzen in Amsterdam. In der Szene zu Beginn, als „Otto Frank“ (Joseph Schildkraut) die Prinsengracht 263 des Filmes betritt, geht er in das heute noch existierende Anne-Frank-Haus, das erst später in ein Museum umgewidmet wurde. Im Vorspann des Films heißt es: „Das Filmen von Szenen in dem Haus, in dem Anne Frank ihr Tagebuch geschrieben hat, wurde durch die Zusammenarbeit mit der Stadt Amsterdam ermöglicht.“
Shelley Winters musste für die Rolle der Frau Van Daan 25 Pfund zunehmen, wovon sie im Laufe der Dreharbeiten 15 wieder verlieren musste. In dieser Rolle musste die damals 38-jährige Schauspielerin zudem um circa 20 Jahre altern. Belohnt wurde sie mit einem von drei Oscars, die der Film erhielt.

### Tagebuch
Die Untergetauchten werden im Film nur von Miep Gies und Harry Kraler geschützt und versorgt, in der Realität waren Bep Voskuijl, Johannes Kleiman, die Anne sehr gerne mochte, und Beps Vater Johan Voskuijl und Jan Gies (der Mann von Miep) ebenfalls involviert. Anne Frank hörte im März 1944 übers Radio die Aufforderung der niederländischen Regierung, dass die Menschen, die Kriegstagebücher geschrieben haben, diese für eine Veröffentlichung nach Kriegsende retten sollten. Sie beschloss daraufhin, ihre Tagebucheintragungen als Roman umzuschreiben und gab ihren Mitbewohnern und Helfern Pseudonyme. Die Familie ließ das Tagebuch bei ihrer Festnahme im August 1944 im Hinterhaus zurück. Miep Gies war es, die die Unterlagen einsammelte und versteckte und später Otto Frank übergab. Um den Wunsch seiner Tochter, Schriftstellerin zu werden, doch noch zu erfüllen, entschied Otto Frank sich zur Veröffentlichung. Im Juni 1947 veröffentlichte der niederländische Verlag Contact eine bearbeitete Version von Annes Tagebuch unter dem Titel Het Achterhuis (das Hinterhaus). Etwa 30 % von Annes ursprünglichen Eintragungen wurden ausgelassen. Otto Frank hatte bestimmt, dass die Tagebücher nach seinem Tod dem Niederländischen Institut für Kriegsdokumentationen (NIOD) zukommen sollten. Dort wurde die Datierung der Dokumente durchgeführt und Anne Franks Handschrift auf ihre Echtheit überprüft. 1986 veröffentlichte NIOD eine komplette Ausgabe des Tagebuchs unter dem Titel De Dagboeken van Anne Frank. Die deutsche Übersetzung erschien 1988 unter dem Titel Die Tagebücher der Anne Frank. Dieses Werk enthält auch die Teile, die in der Fassung von 1947 weggelassen worden waren, sowie historische Hintergründe und Fakten zum Leben von Anne Frank.

### Besetzung
- Diane Baker war zur Zeit des Drehs 20 Jahre alt, ihre historische Rolle Margot Frank drei Jahre jünger.
- Richard Beymer war ebenfalls 20 Jahre alt, Peter Van Daan zwei Jahre jünger, als er im KZ Mauthausen starb.
- Millie Perkins war bei den Dreharbeiten knapp 20 Jahre alt, sechs Jahre älter als die reale Anne.

Ursprünglich war Audrey Hepburn für die Darstellung der Anne Frank vorgesehen, doch sie lehnte aus mehreren Gründen ab. Zum einen nahm sie ein anderes Filmprojekt wahr, und zum anderen hatte sie als Kind im besetzten Holland gelebt und die Gräuel der Nazis selbst gesehen. Damit indirekt noch einmal konfrontiert zu werden, war ihr zu viel. Hepburn, die einen Monat vor Anne Frank geboren wurde, fühlte sich mit 30 Jahren außerdem zu alt, um noch glaubhaft einen Teenager darstellen zu können.
Da viele Menschen ein bestimmtes Bild vor Augen haben, wenn sie an Anne Frank denken, musste man jemanden finden, der ihrem Aussehen möglichst entsprach aber auch ihren schwer fassbaren Geist verkörpern konnte. Talentscouts sahen sich mehr als 10.000 Mädchen auf der ganzen Welt an, bevor Stevens sich dann für Millie Perkins entschied, ein 19-jähriges Model ohne Schauspielerfahrung. Unter den getesteten Mädchen sollen sich auch Janet Margolin und Tuesday Weld befunden haben. Nina Foch soll für die Rolle der Miep Gies in Betracht gezogen worden sein, Maureen Stapleton für die Rolle von Mrs. Van Daan. Richard Trask, Eric Berne  und Joseph Yardin waren für die Rolle des Peter Van Daan im Gespräch. Joseph Schildkraut, Gusti Huber und Lou Jacobi übernahmen die Rollen, die sie bereits auf der Bühne während 717 Vorstellungen gespielt hatten. Millie Perkins gab in dem Film ihr Debüt. Susan Strasberg, die die Rolle der Anne Frank am Broadway gespielt hatte, wollte Stevens für die Filmversion nicht haben.

### Soundtrack
- Berg op zoom, traditionelle Weise
- Geschichten aus dem Wienerwald, op. 325 (Tales from the Vienna Woods) von Johann Strauss (Sohn),
gesummt und getanzt von Millie Perkins und Joseph Schildkraut
- Erika, Musik: Herms Niel
- 5. Sinfonie (c-Moll, op. 67, auch bekannt als Schicksalssinfonie) (Symphony No. 5 in C Minor)
von Ludwig van Beethoven, gespielt im Radio
- Hanukkah, traditionelle Weise von Frances Goodrich und Albert Hackett
- In Naam van Oranje, traditionelle Weise

### Synchronisation
Die deutsche Synchronbearbeitung entstand 1959 in den Ateliers der Ultra-Film Synchron GmbH Berlin. Synchronregie führte Josef Wolf, der auch das Dialogbuch verfasste.
| Rolle                 | Darsteller         | Synchronsprecher      |
| --------------------- | ------------------ | --------------------- |
| Anne Frank            | Millie Perkins     | Gertrud Kückelmann    |
| Otto Frank            | Joseph Schildkraut | Paul Klinger          |
| Auguste van Daan      | Shelley Winters    | Eleonore Noelle       |
| Peter van Daan        | Richard Beymer     | Dieter Klein          |
| Edith Frank           | Gusti Huber        | Ruth Hellberg         |
| Herr van Daan         | Lou Jacobi         | Benno Sterzenbach     |
| Margot Frank          | Diane Baker        | Renate Danz           |
| Harry Kraler          | Douglas Spencer    | Siegfried Schürenberg |
| Mynher Albert Dussell | Ed Wynn            | Alfred Balthoff       |

## Laufzeit, Veröffentlichung
Während der ersten Veröffentlichung des Films enthielten die Vorführungen Eröffnungs- und Ausstiegsmusik sowie eine Unterbrechung, was zu einer fast dreistündigen Laufzeit führte. Das Verhalten an den Kinokassen zwang die Verantwortlichen dazu, den Film um etwa 20 Minuten zu kürzen. Bei späteren Fernsehausstrahlungen wurde dann ebenfalls die gekürzte Version gezeigt. In den späten 1990er-Jahren wurde die ursprüngliche Länge wieder hergestellt. DVD-Veröffentlichungen enthalten ebenfalls den ungekürzten Film.
Der Film wurde 1959 im Vereinigten Königreich veröffentlicht und am 18. März 1959 in New York. Im selben Jahr lief er auch in folgenden Ländern im Kino an: Niederlande, Griechenland, Dänemark, Finnland, Frankreich, Japan, Schweden, Spanien (Madrid) und Portugal. In der Bundesrepublik Deutschland hatte er am 28. August 1959 Premiere. In dieser Fassung wurde der Schluss entfernt, in dem das Schicksal der Familie nach der Verhaftung erzählt wird.
1960 wurde er in Argentinien veröffentlicht, 1964 in der Türkei und 1965 in Ungarn. Eine Veröffentlichung erfuhr er zudem in Bulgarien, Brasilien, Kanada, Kroatien, Italien, Mexiko, Norwegen, Polen, Portugal, in der Sowjetunion, Venezuela und in Jugoslawien.
DVDs, Blu-ray
- 2004: Das Tagebuch der Anne Frank. Twentieth Century Fox Home Entertainment[14]
- 2006: Das Tagebuch der Anne Frank, herausgegeben von 20th Century Fox innerhalb der Reihe „Große Film-Klassiker“[15]
- 2007: Das Tagebuch der Anne Frank, herausgegeben von 20th Century Fox innerhalb der Reihe „Preisgekrönte Filme“[16]
- Am 20. Juli 2009 gab 20th Century Fox den Film in einer Blu-ray-Version heraus.

## Rezeption

### Kritik
„Der lakonische, sachlich-verhaltene Stil der bekannten Tagebuchnotizen des Mädchens erfährt eine zwar weitgehend konventionelle Kino-Dramatisierung, dennoch zwingen die überzeugenden Darsteller und der Ernst der Inszenierung zur Auseinandersetzung mit der authentischen Vorlage, die zu den erschütterndsten Zeugnissen aus der Zeit des Nationalsozialismus zählt.“

Kino.de sprach von einer „bewegende[n] Verfilmung des berühmt gewordenen Tagebuchs, die auf einer für den Broadway entstandenen Theaterfassung“ beruhe. Stevens habe für „einige Rollen auf Darsteller der Bühnenfassung“ zurückgegriffen, „die Hauptrolle aber der unverbrauchten Millie Perkins“, die hier „ihr Schauspieldebüt“ gab, anvertraut. Dies sei „die beste der bislang entstandenen Verfilmungen des Tagebuchs“ von Anne Frank, hieß es weiter.
Alex Burnharm, Mitglied der gleichnamigen amerikanischen Band, befand: „Als Film hat ‚The Diary of Anne Frank‘ viele gute Momente. Aber für diejenigen, die das Tagebuch selbst und das Theaterstück nicht kennen, wird der Film überaus ergreifend gewesen sein.“
Auf der Seite blu-ray.com schrieb Martin Liebman über Das Tagebuch der Anne Frank, es sei ein Film, der die Seele wachrüttle und den Verstand anspreche, sicherlich kein typischer Kriegsfilm, sein Ansatz sei es, die Emotionen, den Terror und den eingeengten Alltag von eingesperrten Menschen zu vermitteln. Dies sei auch ein Film, der trotz seiner begrenzten Drehorte und Kamerabewegungen, völlig überwältigen könne. Das Tagebuch der Anne Frank sei eine wunderbare Filmleistung, auch noch mehr als 50 Jahre nach der ersten Veröffentlichung.
Derek Winnert sprach von einem erschütternden Kriegsfilmdrama, einem aufrichtigen und einflussreichen Film, der das Thema mit gebührender Ehrfurcht und Respekt behandle. Schildkraut bescheinigte er eine erstklassige Leistung, Winters und Jacobi als Petronella und Hans Van Daan seien beeindruckend. Der oscarnominierte Ed Wynn als Albert Dussell sei ebenfalls hervorragend.
David Krauss von digitallyobsessed.com schrieb, Das Tagebuch der Anne Frank sei einer der wichtigsten Kriegsfilme, die je gedreht worden seien. Ein aus erster Hand stammender Bericht über die Angst und Erniedrigung, die die europäischen Juden in den Händen der Nazis erdulden mussten. Weiter hieß es, nur wenige Regisseure hätten die Klaustrophobie, die Anspannung und die Unterdrückung des Lebens auf dem Dachboden im ausgedehnten CinemaScope-Format angemessen erfassen können, aber Stevens sei das in der von ihm gewohnten Brillanz gelungen. Der für seine meisterhafte Behandlung von Schauspielern bekannte Regisseur habe auch großartige Schauspieler in seinem Ensemble. Schildkraut, Huber und Jacobi sowie Winters, Beymer und Ed Wynn seien perfekt. Perkins sei zuweilen etwas künstlich, insgesamt gesehen, beeindrucke jedoch auch sie. Abschließend befand Krauss, Das Tagebuch der Anne Frank sei nicht perfekt, aber nah dran.
Colin Jacobson, DVD Movie Guide, gefiel vor allen Dingen die Besetzung der Titelrolle mit Millie Perkins nicht: In der ersten Hälfte des Films spiele sie die 13-jährige Anne als zu jung, indem sie ihr eher den Charakter einer Fünfjährigen verleihe; in der zweiten Hälfte gehe sie zu weit in die andere Richtung und verleihe Anne einen Charakter, der nicht zu ihr passe und vor allem nicht zu dem Mädchen, das man in der ersten Hälfte gesehen habe. Auch die weiteren Darsteller kommen überwiegend nicht sehr gut weg. Letztlich sei dies ein inkonsistener Film.
Mike Sutton von The Digital Fix Film sah das in Bezug auf einige Darsteller ähnlich. Joseph Schildkraut wurde eine wunderbar zurückhaltende Performance zugestanden, die er, vor allem im Gegensatz zu den hysterischen Menschen um ihn herum, glaubhaft gestalte. Auch Gusti Huber als Frau Frank sei sehr berührend, ebenso Diane Baker als Annes Schwester Margot. Shelley Winters hingegen, die für ihre Rolle als Frau Van Daan einen Academy Award gewonnen hat, sei schrecklich, weil sie jammere und herumkreische, aus Angst entdeckt zu werden. Auch ihr Versuch, eine das Herz erwärmende jüdische Mutter zu sein, wirke nur peinlich. Der Regisseur habe ihr hier einfach zu viel Freiheiten eingeräumt. Ähnlich vernichtend fiel auch das Urteil über Ed Wynn in seiner Rolle als Albert Dussell aus. Wynn sei ein wunderbarer Komiker gewesen, aber als Schauspieler finde er nur selten den richtigen Ton zwischen Comic und Ernst. Hier versuche er, Dussell schrullig und unangenehm darzustellen, sei aber einfach nur nervig. Das gelte auch für Lou Jacobi als Herr Van Daan, aber noch mehr für Richard Beymer als Peter Van Daan. Ein noch größeres Problem sei Millie Perkins als Anne Frank, bei der schwer zu glauben sei, dass man niemand anderen habe finden können, der diese Rolle überzeugend hätte spielen können. Perkins sei weder besonders sympathisch noch glaubhaft noch unschuldig.
Bosley Crowther schrieb in der New York Times, Stevens habe eine hervorragende Arbeit abgeliefert, die menschliches Heldentum in einfacher, unprätentiöser Art zeige und die Ausdauer, zu der Menschen fähig seien, sodass Mitgefühl für jede der acht Personen quasi vorprogrammiert sei. Die aufeinanderfolgenden, äußerst detaillierten Szenen würden die überfüllte, klaustrophobische Natur dieses Verstecks in Amsterdam gut vermitteln, ebenso wie die geistigen Qualen der dort lebenden Menschen vor drohender Entdeckung. Auch Crowther lobte die großartige Leistung von Joseph Schildkraut, der die Rolle schon auf der Bühne gespielt habe. Zutiefst bedauerlich sei es, dass Millie Perkins, ein neues und unerprobtes Mädchen, in der Rolle als Anne Frank nicht glänzen könne. Zwar sei sie hübsch und charmant, doch sprudele aus ihrer gebrechlichen Person nicht die Stärke von unzerstörbarem Leben, von Unschuld und von einem Vertrauen, dem auch Schatten nichts anhaben können, und von einem unsterblichen Geist. Die Leistungen der anderen Darsteller wurden mit „stark gespielt“ apostrophiert. Die Musik von Alfred Newman verdiene respektvollen Applaus.

### Auszeichnungen (Auswahl)
Das Tagebuch der Anne Frank, das 1960 für acht Oscars nominiert worden war, wurde mit drei der Auszeichnungen prämiert, und zwar in folgenden Kategorien:
- „Beste Nebendarstellerin“: Shelley Winters
- „Beste Ausstattung“: Lyle R. Wheeler, George W. Davis, Walter M. Scott, Stuart A. Reiss
- „Beste Kamera“: William C. Mellor

Nominierungen gab es in den Kategorien:
- „Bester Nebendarsteller“: Ed Wynn
- „Bestes Kostümdesign“: Charles Le Maire und Mary Wills
- „Beste Regie“: George Stevens
- „Beste Filmmusik“: Alfred Newman
- „Bester Film“

Golden Globe Award
- 1960: Gewinner der Trophäe in der Kategorie „Bester Film zur Förderung des internationalen Verständnisses“

Nominierungen in den Kategorien:
- „Bester dramatischer Film“
- „Beste Regie“: George Stevens
- „Bester Schauspieler in einem Drama“: Joseph Schildkraut
- „Beste Nebendarstellerin“: Shelley Winters
- „Vielversprechendste Anfängerin“: Diane Baker

Internationale Filmfestspiele von Cannes
- Nominierung für George Stevens für die Goldene Palme

David di Donatello
- 1960: Goldener Teller für 20th Century Fox für diese Produktion

Directors Guild of America
- 1960: Nominierung für George Stevens für den DGA Award in der Kategorie „Hervorragende Regie“

Laurel Award
- 1960: Golden Laurel für Shelley Winters in der Kategorie „Topleistung in einer Nebenrolle“
- 1960: Nominierung für Alfred Newman für den Golden Laurel in der Kategorie „Topmusik“

Writers Guild of America
- 1960: Gewinner des WGA Award (Leinwand) Frances Goodrich und Albert Hackett in der Kategorie „Bestes amerikanisches Drama“

- Der Film wurde vom National Board of Review 1959 zu einem der zehn besten Filme des Jahres gewählt, ebenso wurde er von den Kritikern der New York Times zu einem der besten Filme des Jahres gekürt.[24]

### Nachwirkung
Der Film wurde ein großer Erfolg, auch wenn Historiker teilweise kritisierten, dass die Darstellung der Zeit im Hinterhaus verharmlost und dass suggeriert werde, die Untergetauchten hätten Spaß am Leben im Versteck gehabt. Heute weiß man auch, dass Anne ihr Tagebuch schon vor dem Untertauchen begann. Das Liebesverhältnis zu Peter wurde im Film falsch wiedergegeben. Der Film wird in Schulen oft parallel zur Lektüre des Tagebuches gezeigt.
Am 23. Mai 1963 strahlte der niederländische Fernsehsender NTS eine niederländische Version des Stücks aus. Unter den diversen amerikanischen Fernsehversionen befinden sich eine von der ABC am 29. November 1967 ausgestrahlte Version von Alex Segal mit Max von Sydow, Lilli Palmer und Theodore Bikel sowie ein NBC-Film von 1980 unter der Regie von Boris Sagal mit Maximilian Schell, Joan Plowright und Melissa Gilbert.